# Piletocera dactyloptila
Piletocera dactyloptila là một loài bướm đêm trong họ Crambidae.